# Barbaracurus subpunctatus
Espèce
Synonymes
- Babycurus subpunctatus Borelli, 1925

Barbaracurus subpunctatus est une espèce de scorpions de la famille des Buthidae.

## Distribution
Cette espèce se rencontre en Somalie vers Cuban Cubu et en Éthiopie en région Somali vers Liben.

## Description
La femelle holotype mesure 31,5 mm.
Le mâle décrit par Kovařík, Lowe, Seiter, Plíšková et Šťáhlavský en 2015 mesure 22,45 mm et les femelles 32,1 mm et 32,36 mm.

## Systématique et taxinomie
Cette espèce a été décrite sous le protonyme Babycurus subpunctatus par Borelli en 1925. Elle est placée dans le genre Barbaracurus par Kovařík, Lowe et Šťáhlavský en 2018.

## Publication originale
- Borelli, 1925 : « Di alcuni Scorpioni della Somalia Italiana. » Annali del Museo civico di storia naturale Giacomo Doria, vol. 51, p. 316–326 (texte intégral).